# Iridopsis ephyraria
Iridopsis ephyraria là một loài bướm đêm trong họ Geometridae.